# Булыгин-Шрамко, Сергей Витальевич
Сергей Витальевич Булыгин-Шрамко (укр. Сергій Віталійович Булигін-Шрамко; род. 4 октября 1974, Одесса) — украинский футболист, выступавший на позиции защитника.

## Клубная карьера
Воспитанник СДЮШОР «Черноморец» (Одесса). Первые тренеры — В. Иониш и В. Сиднев (Фельдман). В 1992 году начал карьеру во второй команде одесского «Черноморца», а 16 марта 1994 дебютировал в Высшей лиге в матче с черновицкой «Буковиной». В начале 1995 года перешел в винницкую «Ниву», однако летом того же года перешел в СК «Одесса». В 1996—1998 годах защищал цвета другой одесской команды «СКА-Лотто», позднее вернулся в СК «Одесса». В начале 1999 года вновь стал игроком одесского «Черноморца», в составе которого и завершил карьеру профессионального футболиста. После этого выступал в любительских клубах «Шустов» (Великодолинское), «Иван» (Одесса) и «Реал» (Одесса).

## Достижения
- Серебряный призёр чемпионата Украины: 1994/95
- Бронзовый призёр чемпионата Украины: 1993/94
- Обладатель Кубка Украины: 1993/94